# 큰짧은꼬리저빌
큰짧은꼬리저빌(Gerbillus maghrebi)은 황무지쥐아과에 속하는 설치류의 일종이다. 모로코 지역에 주로 분포한다.

## 특징
꼬리 길이 102~111mm를 제외한 몸길이가 106~119mm인 작은 설치류로 발 길이는 26~27mm, 귀 길이는 17~19mm이다. 몸무게는 최대 58g이다.

## 생태
육상에서 생활하는 종이다. 얕은 굴을 판다. 자주 원숭이올빼미의 먹이가 된다. 먹이는 주로 씨앗과 잎이다.

## 분포 및 서식지
모로코 중북부 페스 지역에 널리 분포한다.